# Lavancia-Épercy
Lavancia-Epercy – miejscowość i gmina we Francji, w regionie Burgundia-Franche-Comté, w departamencie Jura.
Według danych na rok 1990 gminę zamieszkiwało 580 osób, a gęstość zaludnienia wynosiła 55 osób/km² (wśród 1786 gmin Franche-Comté Lavancia-Epercy plasuje się na 275. miejscu pod względem liczby ludności, natomiast pod względem powierzchni na miejscu 405.).